# Ђула Киш (фудбалер, 1881)
Ђула Киш (мађ. Kiss Gyula; 21. октобар 1881) бивши мађарски фудбалски репрезентативац, за клуб и репрезентацију је играо на позицији халфа, савезни капитен фудбалске репрезентације (1921–1924, 1926–1928), фудбалски судија и спортски новинар.

## Играчка каријера
У својој играчкој каријреи Ђула Киш је у забележеном периоду од 1901. па до 1907. године играо за три клуба прво за , где је био до 1901. године Будимпешта ЕАК када је прешао у фудбалску секцију мађарског пливачког удружења где је наступио у наредне две сезое и на крају је у периоду од 1903. па до 1907 године играо за ФК 33, где је и завршио каријеру.
За фудбалску репрезентацију Мађарске је у периоду од 1903. па до 1906. године одиграо четири утакмице, све четири су биле пријатељског карактера, две против репрезентације Аустрије и две против репрезентације Бохемије.

## Судијска каријера
На основу одлуке савета МЛС, званичне утакмице могу да суде само они који су положили теоријски и практични испит пред надлежним судијским већем. Киш је 1903. године положио судијски испит у Будимпешти пред Судском испитном комисијом (ББ). Са МЛС ББ квалификацијом, он је постао НБ II, а затим НБ I судија. По службеној пракси обављао је и редовну судијску улогу линијског судије. Између 1904. и 1908. важио је за једног од најбољих судија друге генерације фудбалског суђења. Повукао се из НБ I суђења 1910. године. Дана 17. маја 1917. основан је Одбор мађарских фудбалских судија (БТ) као један од органа МЛС. Он је први потпредседник штаба одбора. Водио је прво финале купа: 1. У првој Мађарској лиги је судио на 12 утакмица.

## Тренерска каријера
Пре него што је Фудбалски савез Мађарске (МЛС) започео да организује међународне фудбалске утакмице, репрезентација Мађарске је одиграла неколико пригодних утакмица. У почетку није било савезног капитена или селектора репрезентације, чак ни селекционе комисије, тим је састављало веће делегата. У редовним међународним утакмицама гласање се показало тешким, јер није окупило најбоље у тиму. Поред селектора комисије, изабран је и капитен, који је управљао судбином изабраног тима. Због недостатка објективности укинута је селекциона комисија, па је селекција поверена специјалисти који се сматра најбољим, он је постао капитен репрезентације. Захваљујући смерницама унутар савеза, селекциона комисија се изнова враћала после једног пораза.
Ђула Киш је у два наврата био савезни капитен репрезентације Мађарске. После Првог светског рата преузео је капетанску дужност у тешким околностима. Миграција играча је почела. МТК фондација је престала да постоји, а тим је морао да се меша. Његов учинак је дао веома променљиве резултате. Његово име је повезано са поразом од Египта који је репрезентација претрпела на Олимпијским играма 1924. када је тим био измешан са играчима из различитих клубова који нису били довољно уиграни и стога недовољно припремљен, али поред тога и победа над Француза 13 : 1, 1927. године. У његов учинак спадају и оне контраверзне утакмице када су у једном дану биле две репрезентативне утакмице, а другој утакмици је неко други саставио тим.
Табеларни приказ броја утакмица и успешности као савезног капитена репрезентација Мађарске
| Период                   | Број утакмица | Победа | Нерешених | Пораза | % успешности |
| ------------------------ | ------------- | ------ | --------- | ------ | ------------ |
| 24.04.1921 – 29.05.1924. | 23            | 11     | 7         | 5      | 63,04%       |
| 02.05.1926 – 18.05.1928  | 18            | 9      | 2         | 7      | 55,55%       |
| Укупно                   | 41            | 20     | 9         | 12     | 59,75%       |